# Джулешть (Сучава)
Джулешть, Джулешті (рум. Giulești) — село у повіті Сучава в Румунії. Входить до складу комуни Бороая.
Село розташоване на відстані 324 км на північ від Бухареста, 34 км на південь від Сучави, 93 км на захід від Ясс.

## Населення
За даними перепису населення 2002 року у селі проживали 604 особи, усі — румуни. Усі жителі села рідною мовою назвали румунську.